# Palazzo Boldrin
Palazzo Boldrin - Cittadella della Cultura è un palazzo storico di Lendinara costruito nella prima metà del XVI secolo da Vincenzo Malmignati, sito in Via G.B. Conti adiacente alla riviera San Biagio. È in stile ferrarese e conserva ancora la sua immagine originale. Questo palazzo passò sotto le proprietà di varie famiglie nobili lendinaresi come i Malmignati, Conti e Boldrin (da cui prende il nome). 
Dalla seconda metà del 1940, diventa sede della Biblioteca comunale, intitolata a don Gaetano Baccari, e dell'archivio storico.

## Storia
Il palazzo venne edificato nella prima metà del 1500 da Vincenzo Malmignati, nobile e ricchissimo cavaliere della Serenissima. Nel 1543 egli chiese al Consiglio cittadino l'autorizzazione per poter sistemare il vicolo dove sorse il suo palazzo e nel mese di marzo fu accolta. A est del palazzo fu annesso un corpo di fabbrica, negli anni poi ristrutturato, e sul retro si estendeva un giardino cintato. 
Nel Settecento il palazzo passò alla famiglia Conti e poi a quella Boldrin. 
Nel 1941 il palazzo venne ereditato dall'Ente Morale con scopi di assistenza e divulgazione della cultura. Dopo due anni la Biblioteca civica venne accolta in questa struttura.

## Descrizione
La struttura esterna dell'edificio si presenta in stile ferrarese. Al suo interno troviamo sale dedicate all'attività bibliotecaria e in cima troviamo il piano dedicato all'attività museale del periodo risorgimentale nel lendinarese. Il palazzo Malmignati-Boldrin all'interno presenta un vasto salone di ingresso con due stanze per lato: in alcune si vedono le travi, in altre le decorazioni dipinte realizzate nel XX secolo.

### Esterno
La parte inferiore della facciata è caratterizzata da un alto zoccolo e dal portale centinato, sormontato dallo stemma di famiglia. Al pian terreno vi era lo stemma della famiglia Malmignati sistemato tra quattro finestre. Le finestre che tuttora sono presenti vicino al portale sono state aggiunte negli anni successivi. 
La struttura originale è conservata al piano superiore: la balaustra del poggiolo sorge al centro e giunge fino al cornicione-davanzale, dove si aprono due finestre architravate che sono simmetricamente disposte ai lati della trifora centrale. Quest'ultima è decorata con gli stemmi della famiglia Malmignati circoscritta da un orizzontale fastigio in rilievo dove è inciso il nome di Vincenzo Malmignati.

La facciata era adornata da bellissimi affreschi che ora sono poco visibili. Nel 1795 Pietro Brandolese chiudeva l'epoca delle belle arti ricordando le stupende pitture del cavalier Malmignati: "quel gran fregio di putti scherzanti con caproni, ed altri animali che adorna l'ordine superiore; le quattro grandiose figure indicanti le stagioni dell'anno, dalle quali rimane ancora qualche pezzo, ci additano chiaramente un de' più valorosi frescanti della scuola veronese [...]"

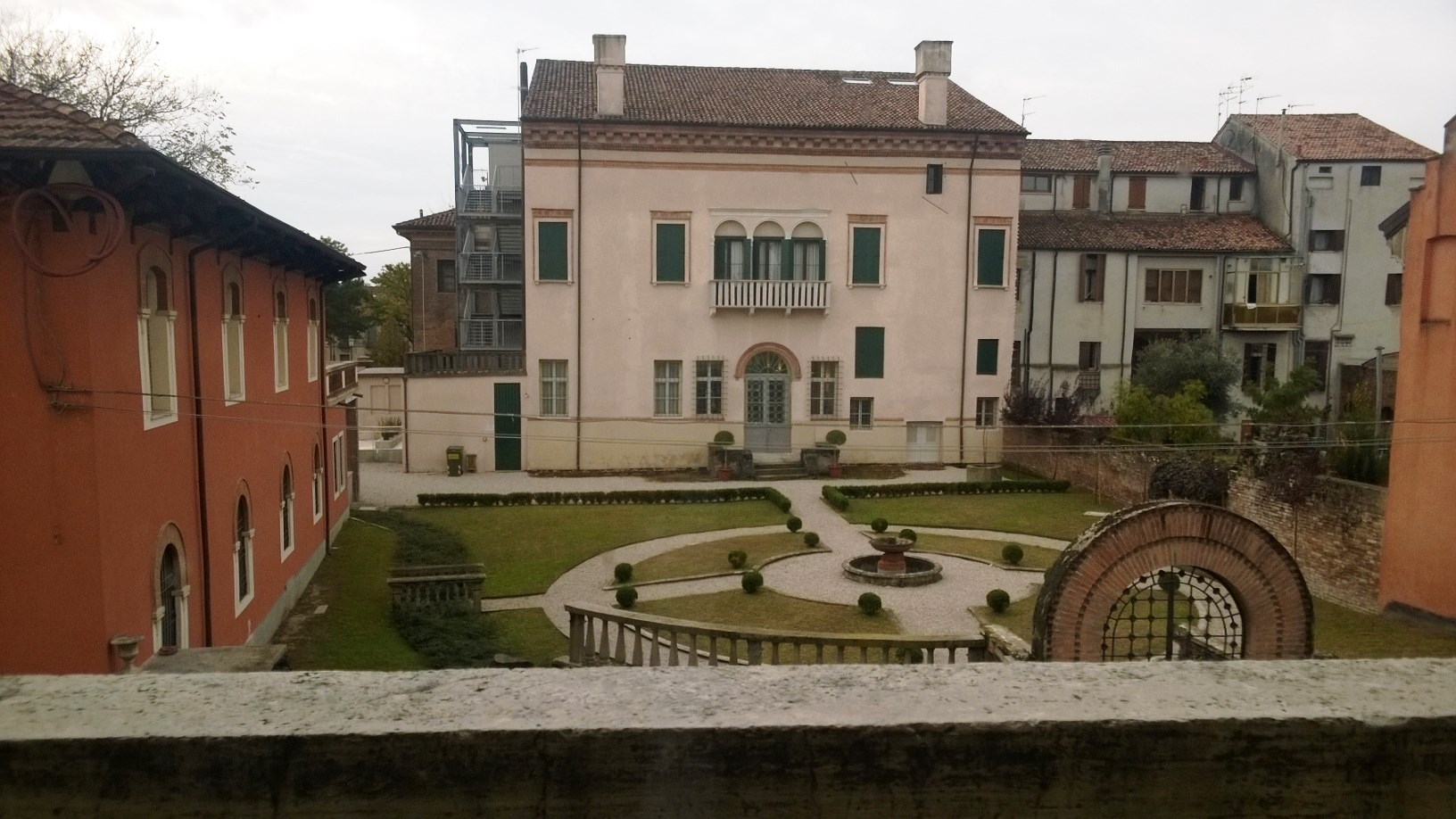
Giardino nel retro di Palazzo Boldrin, visibile anche da Via Garibaldi.

### Interno
Al piano terra si trova la Biblioteca (Comunale: la Sala Prestiti, la Sala ragazzi e la Sala della storia locale), la Sala delle Donazioni Frizziero e Martini e la postazione dell'Ufficio di Informazione e accoglienza turistica. Dal salone centrale si può accedere al Giardino della Lettura. Nel 1916 Brunetto Boldrin dà l'incarico al bolognese Carlo Baldi di decorare il salone d'ingresso.
Al primo piano si trova il Salone per le Conferenze, le due Sale del Libro Antico, la Sala della Città che conserva l'archivio storico comunale, la Sala dell'archivio Giuseppe Marchiori e la Sala dell'archivio Malmignati. 
Nel sottotetto è stato allestito il Museo del Risorgimento di Lendinara, incentrato sulle figure di "Alberto Mario e della consorte Jessie White".

## Storia della Biblioteca
Nel XVII secolo vengono poste le basi su cui fiorirà la Biblioteca comunale di Lendinara. 
Lodovico Cattaneo, nel 1617, fonda una società letteraria intitolata Accademia degli Aggirati. Dopo 11 anni l'accademia venne rinnovata grazie al poeta G. Malmignati e al maestro A. Faccioli mutando il nome in Accademia degli Incomposti. 
Taddeo Cattaneo, dopo più di trent'anni, fu il vero rinnovatore dell'Accademia di Lendinara che la suddivise in tre sezioni quali i Composti (conteneva materie sacre, morali e scientifiche), gli Incomposti (per attività ludiche) e infine gli Animosi. 
Verso la fine del 1600 il clima culturale a Lendinara fu rinvigorito grazie anche all'avvento della stampa e all'apertura di una tipografia che produceva libretti di carattere religioso e occasionale. L'arte della stampa a Lendinara fu rinnovata poi attorno al 1900. 

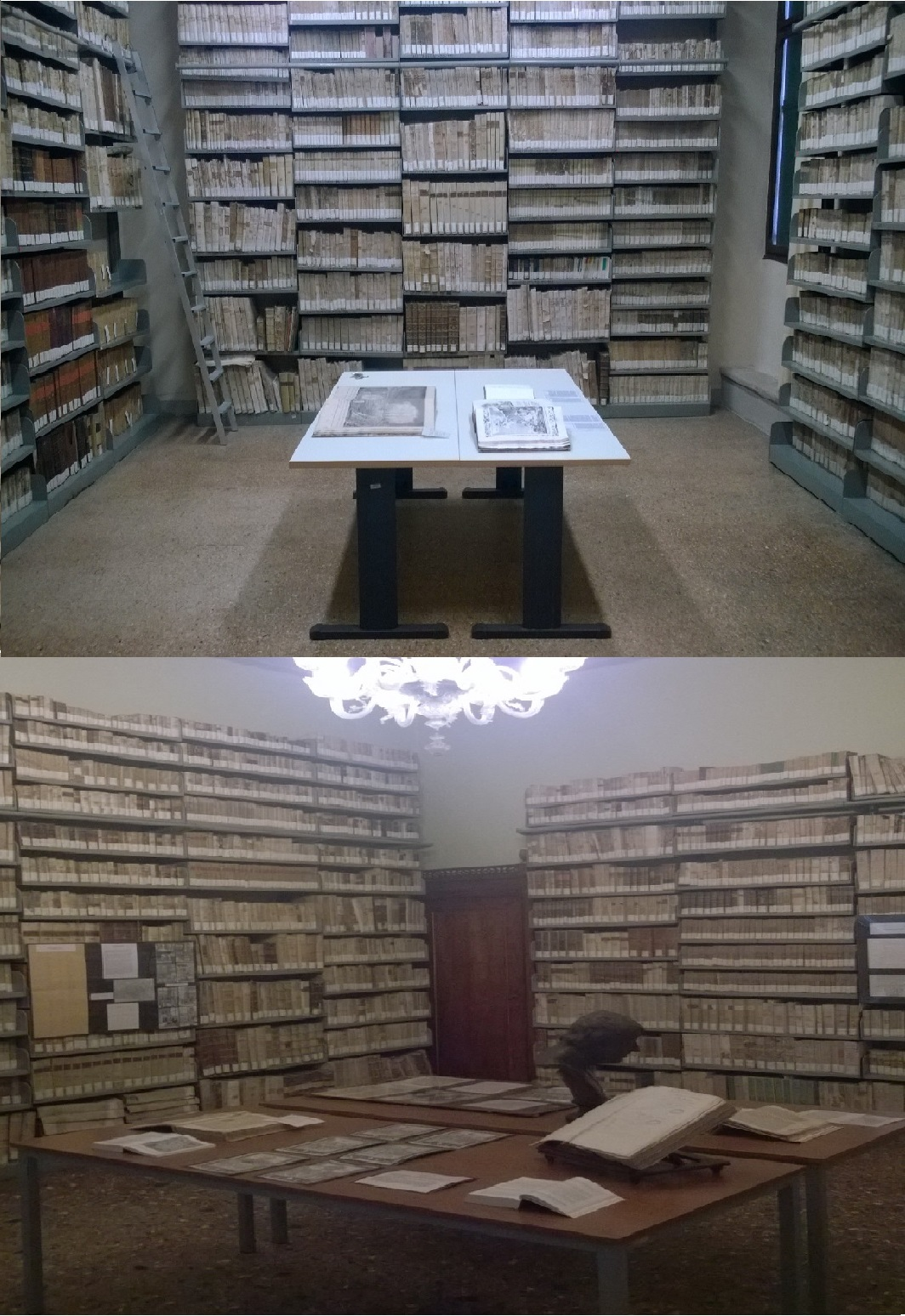
Sale, che si trovano all'interno del palazzo, contenenti libri antichi.

Don Gaetano Baccari, concentrato in un'azione di carattere pedagogico culturale, oltre alla vocazione di prete e di educatore, coltivò la sua passione di bibliotecario e uomo di cultura. Egli tentò di rinnovare l'Accademia lendinarese che purtroppo non ebbe una direzione significativa. Questo lo spinse a raccogliere una consistente collezione libraria per la pubblica utilità. Il 23 agosto del 1787 la Rappresentanza comunale accolse il progetto di don Gaetano Baccari, per la fondazione di una libreria pubblica e gli donò annualmente venti ducati per poter acquistare nuovi testi (atto di fondazione della Biblioteca Civica di Lendinara). Fin dall'inizio è stato il Comune a pagare l'affitto dei locali in cui erano tenuti i libri da don Gaetano Baccari. I testi furono ospitati in diverse abitazioni finché don Gaetano Baccari non avesse trovato una collocazione definitiva. Quando egli nel 1839 decedette la biblioteca vantava più di 7.000 tomi (purtroppo manca l'inventario). Il mancato ottenimento di un'adeguata sede fu un aspetto negativo della libreria pubblica lendinarese fino a pochi decenni fa. Nel 1843 la biblioteca fu trasferita nel municipio dove i libri non furono accessibili per un periodo di tempo. 
Alberto Mario in qualità di consigliere comunale si occupò della biblioteca. Nel 1875 la biblioteca fu aperta in alcuni locali e il dottor L. Ganassini ne fu il bibliotecario. I volumi aumentarono arrivando attorno ai 10.000. Alla morte del bibliotecario, e grazie anche alla mancanza di risorse economiche, la biblioteca rimase in stato di abbandono fino al 1896 quando la Società Operaia di Mutuo Soccorso mise a disposizione parte della loro sede. Dopo 50 anni la biblioteca comunale era sita in Via Garibaldi e ci rimase per più di trent'anni. Al trasporto dei libri ha provveduto Antonio Cappellini. Ci furono diversi traslochi in diverse sedi e il quinto di questi fu al Palazzo Perolari Malmignati, proprietà del Comune dal 1915. Giuseppe Marchiori organizzò meticolosamente tutti i volumi all'interno del Palazzo. Dopo qualche apertura al pubblico ci fu l'ultimo trasloco nel 1942 presso il Palazzo Boldrin, secondo il lascito testamentario del defunto Brunetto Boldrin. Si rivelò una mossa infelice perché grazie agli eventi della seconda guerra mondiale, si utilizzò il Palazzo come ricovero per malati e solo la soffitta era destinata a ospitare la biblioteca comunale. Cominciò così un altro periodo di abbandono, che si rivelò molto rischioso dato il via vai di gente che si presentava e il mancato controllo dei volumi. In questo periodo infatti si registra il maggior numero di perdite di opere dati da furti o smarrimenti. 
Alla fine degli anni '40 ci fu la risistemazione e riattivazione della biblioteca che fu aperta al pubblico già nel 1954, gestita dalla Fondazione Boldrin da poco istituita. Dopo il periodo post-bellico ci fu un accrescimento del prezioso archivio contenente i libri lasciati da Brunetto Boldrin, della famiglia Perolari Malmignati e altri documenti e giornali a cura di Antonio Cappellini. 
All'inizio degli anni '70 la biblioteca ebbe uno statuto per disciplinarne l'attività che fu sostituito poi da un nuovo statuto dieci anni dopo, tuttora vigente. Nel 1973 la biblioteca fu trasferita al piano nobile del Palazzo Boldrin acquisendo nuove sale e scaffalature. I fondi librari furono sistemati nel corso del 1981.
Il 13 dicembre 1982 vi è l'apertura ufficiale della biblioteca comunale intitolata al fondatore don Gaetano Baccari.
Alla fine del 1990 si contano oltre 24.000 volumi. 

## Restauro
Il restauro del Palazzo Boldrin Conti Malignati è stato programmato dall'Ente Morale (Istituzione dottor Brunetto Boldrin) in accordo con l'Amministrazione comunale di Lendinara, con l'obiettivo di realizzare una Cittadella della cultura. Scopo ultimo era quello di instaurare una struttura che diventasse punto di riferimento per la conservazione e valorizzazione dei beni di cultura, sia a livello comunale, sia provinciale e regionale. La Cittadella della cultura si impegna a offrire attività museali di esposizione (Museo del Risorgimento), attività di biblioteca offerte a tutto il pubblico e agli studenti e attività divulgative e di approfondimento (svolgimento di conferenze, convegni e seminari di studio).

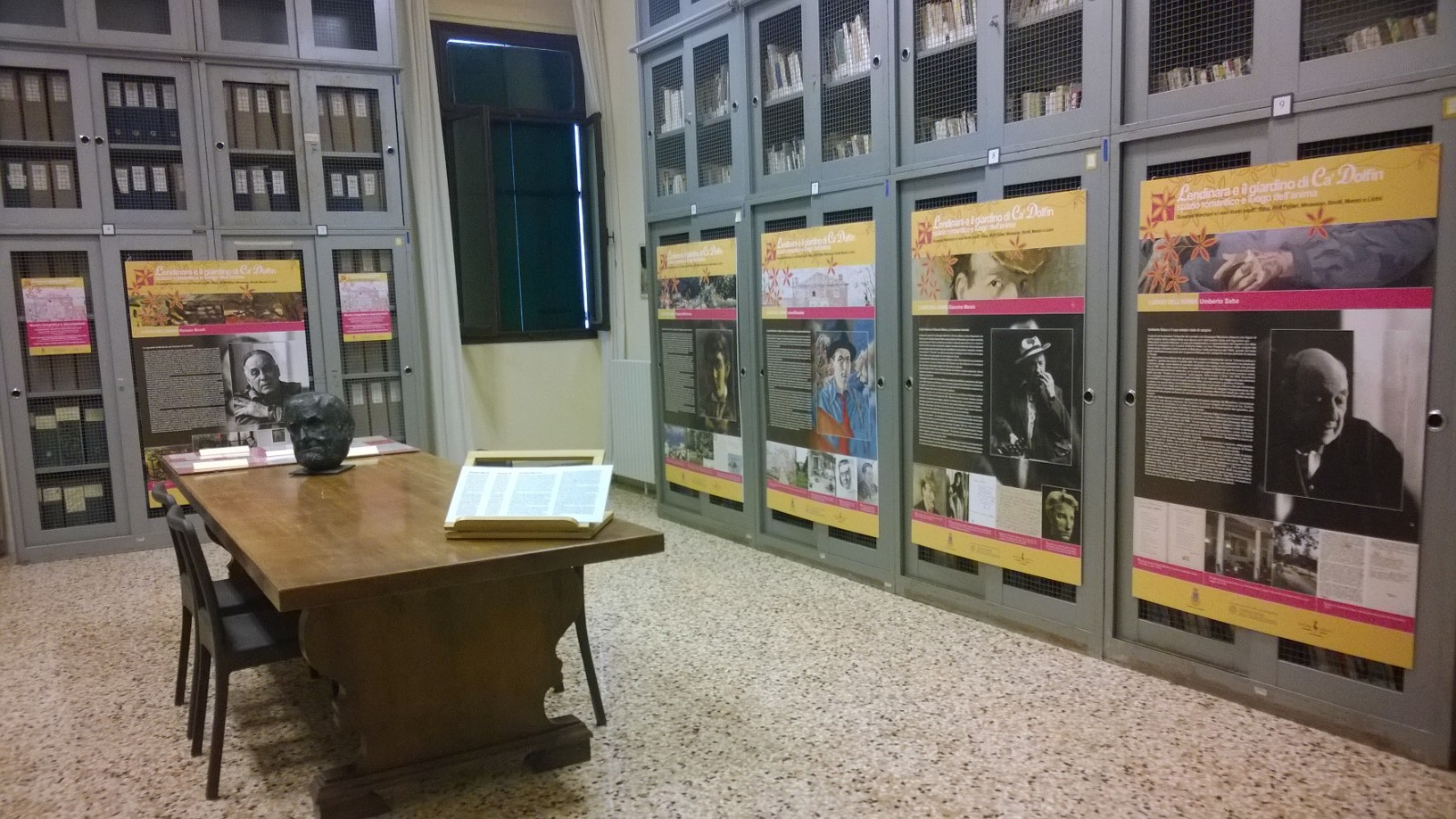
Sala Archivio Marchiori

Il palazzo, dal 1943, offre l'erogazione di un sistema bibliotecario. All'interno della Biblioteca Comunale G. Baccari, dal 1972, furono collocate al piano nobile dell'edificio le raccolte librarie. Agli inizi degli anni '80 la biblioteca fu totalmente ristrutturata e dedicata ufficialmente a don Gaetano Baccari (1752-1839), un personaggio della cultura molto importante nella Lendinara di fine Settecento, intellettuale e appassionato per la diffusione della cultura. I primi libri costituiti dalla biblioteca era circa 7.000 volumi, testi raccolti da don Baccari e donati alla cittadinanza agli inizi dell'Ottocento. Troviamo anche la conservazione e la valorizzazione di alcuni fondi antichi. Circa 4.000 pezzi riguardanti registri, atlanti di proprietà, fascicoli amministrativi, dal 1990 furono trasferiti al pianterreno del palazzo (archivio storico del comune riguardante la storia locale). Sempre nel corso degli anni Novanta, con il permesso conferito dalla Regione del Veneto, sono stati acquisiti altri archivi importanti di natura privata: l'archivio della famiglia de Lazara (Padova) e l'archivio Malmignati (Lendinara), documenti dal XII al XIX secolo. All'interno della biblioteca, da circa vent'anni, è stato inserito l'archivio di Giuseppe Marchiori (1901-1982), critico di arte moderna. Nel suo archivio si conservano le lettere con Saba, Morandi, Licini, Birolli e altri artisti e letterati d’Italia e d’Europa del XX secolo.
Nel primo decennio del Duemila l'Istituto approda nella Cittadella della Cultura, con l'intendo di integrare e accrescere le raccolte librarie e archivistiche nel palazzo, proponendo anche la strutturazione di un museo (il Museo del Risorgimento in Polesine) riguardante l'esposizione storica di alcuni cimeli del periodo risorgimentale, che vede come protagonisti, nella città di Lendinara, Alberto Mario e la moglie Jessie White. Il museo è ancora in formazione e continuo aggiornamento.